# Walgreens Boots Alliance

Historisches Firmenlogo

Walgreens Boots Alliance (ehemals Walgreen Co.) mit Sitz in Deerfield, Illinois, ist die größte US-amerikanische Apothekenkette. Das börsennotierte Unternehmen geht aus der Fusion von Walgreens mit Alliance Boots im Jahr 2015 hervor.

## Aktivitäten
Der im Jahr 2015 nach der Fusion zwischen Walgreens und Alliance Boots neu entstandene Konzern hat einen Jahresumsatz von 132 Mrd. US-Dollar (2023).
Es werden 180.000 Apotheken mit über 370 Distributionszentren in 20 Ländern beliefert; rund 12.400 Apotheken werden dabei vom Konzern selbst betrieben. Stefano Pessina ist mit 16 Prozent größter Einzelaktionär des neuen Unternehmens.
In den Vereinigten Staaten und auf Puerto Rico hatte das Unternehmen 2022 rund 9.000 Verkaufsstandorte.
Über 2.000 dieser Geschäfte sind rund um die Uhr geöffnet.
In einem typischen Walgreens-Geschäft sind zwischen 25 und 30 Mitarbeiter beschäftigt. Neben dem Pharmaziebereich besteht ein Fotosektor, eine Kosmetikabteilung und ein allgemeiner Verkaufsbereich von Produkten.
Hauptkonkurrenten sind die Unternehmen CVS, Wal-Mart, Rite Aid sowie Target Corporation.

## Zahlen
| Jahr | Angestellte | Umsatz in Mio. US-$ | Überschuss in Mio. US-$ |
| ---- | ----------- | ------------------- | ----------------------- |
| 2013 | 248.000     | 72.217              | 2.450                   |
| 2014 | 251.000     | 76.392              | 2.031                   |
| 2015 | 360.000     | 103.444             | 4.255                   |
| 2016 | 360.000     | 117.351             | 4.147                   |
| 2017 | 345.000     | 118.214             | 4.093                   |
| 2018 | 354.000     | 131.537             | 4.977                   |
| 2019 | 342.000     | 136.866             | 3.982                   |
| 2020 | 331.000     | 139.537             | 456                     |

## Firmengeschichte

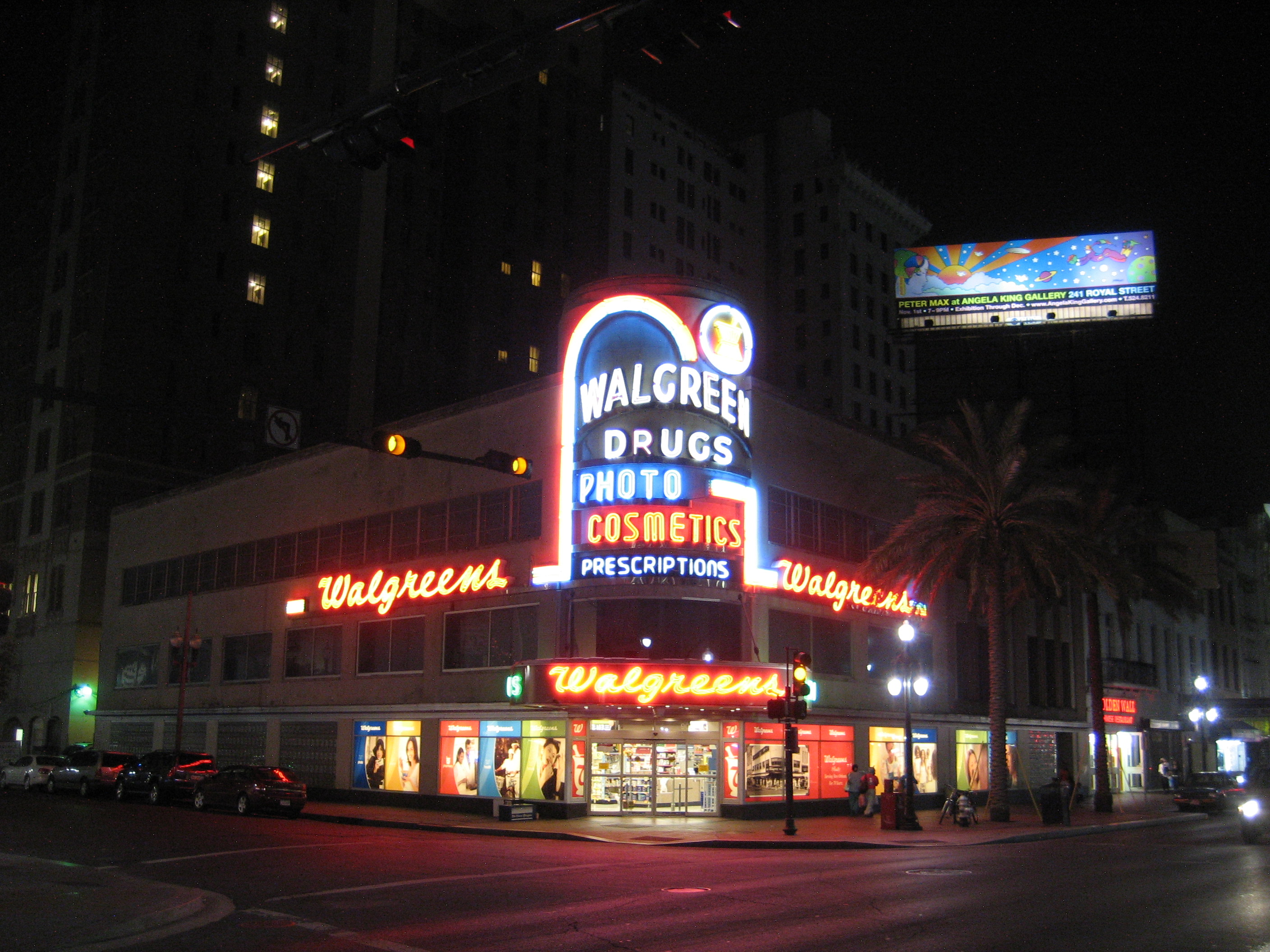
Eine Filiale in New Orleans bei Nacht

Walgreens wurde von Charles Rudolph Walgreen (1873–1939) gegründet, der 1901 ein erstes Verkaufsgeschäft in Chicago, Illinois, eröffnete.
Im Jahr 2006 übernahm Walgreens das US-amerikanische Unternehmen Happy Harry’s.
Am 9. April 2010 wurde die Drogeriekette Duane Reade mit Sitz in Midtown Manhattan für 623 Millionen US-Dollar übernommen.
Im August 2014 übernahm Walgreens den britisch-schweizerischen Konkurrenten Alliance Boots komplett. Bereits im Februar 2012 übernahm Walgreens 45 Prozent der Anteile für 6,7 Mrd. US-Dollar von den bisherigen Eigentümern KKR und Stefano Pessina. Für die restlichen Anteile bezahlt Walgreens 5,29 Mrd. US-Dollar.
Walgreens kaufte 2017 ca. 2.200 Filialen von Mitbewerber Rite Aid für einen Preis von 4,4 Milliarden US-Dollar und übernahm damit über 40 % von Rite Aids Geschäften. Zuvor war eine komplette Übernahme des Konkurrenten am Widerstand von Regulatoren gescheitert.

## Börsennotierung
Walgreens Boots Alliance ist an der NASDAQ notiert und in den Aktienindizes S&P 500, S&P 100 enthalten. Im Juni 2018 verdrängte das Unternehmen das langjährige Indexmitglied General Electric aus dem Dow Jones. In den Forbes Global 2000 der weltweit größten Unternehmen belegt Walgreens Boots Alliance Platz 124 (Stand: Geschäftsjahr 2017). Das Unternehmen kam Mitte 2018 auf einen Börsenwert von ca. 64 Mrd. USD.